# Acontiola densa
Acontiola densa is een vlinder van de familie van de uilen (Noctuidae). De wetenschappelijke naam van deze soort is voor het eerst voorgesteld als Panemeria densa door Francis Walker in een publicatie uit 1865.
De soort komt voor in Namibië en Zuid-Afrika.